# Mobile Connect
Mobile Connect – usługa identyfikacji cyfrowej, która została opracowana przez GSM Association (GSMA). Jest to globalna inicjatywa mająca na celu ułatwienie i zabezpieczenie procesu uwierzytelniania użytkowników w sieciach online przy użyciu urządzeń mobilnych. Mobile Connect umożliwia logowanie się do stron internetowych oraz bezpieczne weryfikowanie tożsamości. Przy rozważaniach na temat mobile connect w 2014 twierdzono, że w przyszłości może ona zastąpić wiele istniejących na tamten moment metod uwierzytelniania. Ważne jest, że Mobile Connect nie wymaga posiadania telefonu komórkowego z dostępem do internetu, ale konieczne jest znajdowanie się w zasięgu sieci komórkowej oraz posiadanie telefonu, który może odbierać powiadomienia (może to być dowolny smartfon z dostępnych modeli z systemem android lub iOS).

## Historia
Historia Mobile Connect sięga roku 2014, kiedy to GSM Association (GSMA) zainicjowała tworzenie globalnej, standardowej usługi identyfikacji cyfrowej opartej na urządzeniach mobilnych. Współpracując z operatorami telekomunikacyjnymi i innymi partnerami branżowymi, GSMA rozpoczęła rozwój standardów i specyfikacji Mobile Connect. W roku 2016 usługa Mobile Connect zaczęła być wprowadzana na rynki na całym świecie. Operatorzy telekomunikacyjni zaczęli oferować ją jako usługę uwierzytelniania dla użytkowników korzystających z usług online. To był punkt zwrotny w globalnym wdrożeniu Mobile Connect, otwierając drogę do jego powszechnego stosowania. Kolejne lata przyniosły rozwój funkcji w ramach usługi Mobile Connect. Oprócz różnych metod uwierzytelniania, takich jak uwierzytelnianie dwuskładnikowe, dodano także nowe funkcje zwiększające bezpieczeństwo i wygodę użytkowników. Dzięki temu użytkownicy mogą korzystać z jednej, powszechnie dostępnej usługi identyfikacji w różnych kontekstach. GSMA kontynuowała współpracę z dostawcami usług online, aby ułatwić integrację Mobile Connect i promować jego akceptację wśród różnych platform. Ta współpraca miała na celu również rozwijanie i udoskonalanie usługi na podstawie potrzeb rynku oraz oczekiwań użytkowników. Wnioski płynące z historii Mobile Connect są jasne. Usługa ta była odpowiedzią na rosnące zapotrzebowanie na bezpieczną i wygodną uwierzytelnianie w cyfrowym świecie. Jej globalne wdrożenie i stosowanie w różnych branżach świadczą o tym, że Mobile Connect odniosło sukces i spełniło swoje pierwotne cele. Przyszłość usługi będzie zależała od jej zdolności do dostosowania się do zmieniającego się środowiska cyfrowego i ciągłego doskonalenia swoich funkcji. Jedno jest pewne – Mobile Connect odegrało ważną rolę w rozwoju usług identyfikacji cyfrowej opartych na urządzeniach mobilnych i nadal będzie miało wpływ na przyszłość cyfrowego świata.

## Jak działa Mobile Connect
Dzięki Mobile Connect logowanie staje się prostsze, szybsze i bardziej bezpieczne, ponieważ numer telefonu staje się cyfrową tożsamością użytkownika, która może być weryfikowana przez noszony zawsze przy sobie telefon komórkowy. To oznacza, że nie ma potrzeby korzystania z tradycyjnych metod uwierzytelniania, takich jak hasła czy nazwy użytkownika, które są podatne na kradzież czy zapomnienie. Ta usługa ma wiele korzyści zarówno dla użytkowników, jak i dla dostawców usług internetowych. Dla użytkowników oznacza to wyeliminowanie frustracji związaną z zapamiętywaniem wielu haseł i ułatwienie korzystania z różnych platform online. Dla dostawców usług internetowych to szansa na zwiększenie zadowolenia klientów, poprawę bezpieczeństwa i uproszczenie procesu.

### Kwestie Bezpieczeństwa i Prywatności
Bezpieczeństwo i prywatność. W miarę rozwijania się usługi Mobile Connect pojawiały się również kwestie dotyczące bezpieczeństwa i prywatności, co mogło prowadzić do aktualizacji protokołów i praktyk w tych obszarach. Mobile Connect ma poziomy ufności. Mobile Connect to system uwierzytelniania, który wykorzystuje Poziomy Ufności (Level of Assurance – LoA) do określenia siły metody uwierzytelniania. Każdemu autentykatorowi przypisywana jest liczba (od 1 do 4), która odzwierciedla Poziom Ufności (LoA) danego autentykatora. Metody uwierzytelniania wieloczynnikowe otrzymują wyższą liczbę, ponieważ uznaje się je za silniejsze. Autentykatory, które potrafią udowodnić, że osoba nacisnęła „ok” na telefonie komórkowym, otrzymują niższą liczbę. Usługodawcy online mogą żądać określonego Poziomu Ufności, gdy chcą uwierzytelnić końcowego użytkownika. Należy zauważyć, że obecnie Poziom Ufności Mobile Connect dotyczy tylko siły metody uwierzytelniania, a nie tożsamości. Siła tożsamości odnosi się do samego procesu rejestracji i weryfikacji abonenta podczas zakładania subskrypcji telefonu komórkowego. Należy mieć na uwadze, że niektóre rynki pozwalają na uzyskanie subskrypcji prepaid bez jakiejkolwiek weryfikacji tożsamości. W przypadku subskrypcji postpaid (rozliczanych na podstawie faktur) na większości rynków wymaga się dokładnej weryfikacji tożsamości. Mobile Connect zapewnia różnym usługodawcom online możliwość wymagania określonego Poziomu Ufności dla swoich użytkowników. Na przykład usługodawca oferujący usługi finansowe może żądać wyższego Poziomu Ufności, co oznacza, że uwierzytelnienie użytkownika musi być bardziej niezawodne i wiarygodne. W przypadku prostych usług, takich jak dostęp do treści informacyjnych, niższy Poziom Ufności może być wystarczający. Oczywiście, wybór i implementacja odpowiedniego Poziomu Ufności jest decyzją usługodawcy, który musi uwzględnić specyfikę swojej branży, rodzaj transakcji, obowiązujące przepisy prawne i oczekiwania użytkowników. Kluczowe jest znalezienie równowagi między wygodą i łatwością korzystania z usługi, a niezawodnością i bezpieczeństwem. W celu zapewnienia ochrony danych użytkowników i minimalizacji ryzyka oszustw, Mobile Connect stosuje różne techniki uwierzytelniania, takie jak wykorzystanie haseł, kodów SMS, skanowania odcisków palców, rozpoznawania twarzy, czytników linii papilarnych i inne. Te metody mogą być kombinowane w zależności od potrzeb i preferencji usługodawcy. Ważne jest, że Mobile Connect rozwija się wraz ze zmieniającymi się potrzebami i technologiami, aby zapewnić najwyższy poziom bezpieczeństwa i wygody użytkownikom. System ten promuje bezpieczny dostęp do usług online, eliminując konieczność pamiętania wielu haseł i danych logowania. Użytkownicy mogą z łatwością uwierzytelniać się za pomocą swojej komórki i cieszyć się szybkim i bezpiecznym dostępem do różnych usług online. Wniosek jest taki, że Poziom Ufności (LoA) w Mobile Connect odzwierciedla siłę metody uwierzytelniania, a nie tożsamość. Usługodawcy mogą wybierać odpowiedni Poziom Ufności w zależności od rodzaju usług oferowanych użytkownikom. Mobile Connect zainspirował nową erę bezpiecznego dostępu do usług online, a dalszy rozwój tego systemu jest niezbędny, aby zapewnić użytkownikom jeszcze większą wygodę i bezpieczeństwo.

## Zastosowanie
Mobile Connect znalazł zastosowanie w różnych dziedzinach, takich jak:
- e-commerce[5]
- Bankowość[5],
- Zdrowie[5]:
  - np. aplikacje przychodni gdzie można sprawdzić swoje badania
- cyfrowa rozrywka[5]:
  - serwisy streamingowe
  - platformy z grami
- e-administracja[5]

Jego popularność wynika z prostoty użycia, wysokiego poziomu bezpieczeństwa i powszechnej dostępności urządzeń mobilnych.

## Mobile Connect na świecie
GSMA ściśle współpracuje z operatorami na całym świecie w ramach implementacji Mobile Connect. Poniżej znajduje się lista operatorów, którzy oferują usługi oparte na Mobile Connect i którzy dołączyli do projektu od jego początku, zgodnie z danymi GSMA na luty 2016 roku:
- América Móvil[6],
- Axiata Group[7] (Bangladesz, Indonezja, Sri Lanka),
- China Mobile[8],
- China Mobile Pakistan[8],
- China Telecom[7],
- China Unicom[7]
- DNA[5],
- Etisalat Group[7],
- Globe Telecom[5]
- Indosat Ooredoo[5],
- Mobilink[5],
- Mobitel[5],
- Orange (Francja, Maroko, Hiszpania)[9]
- Sunrise[5],
- Swisscom[5],
- Telefónica Group (Argentyna, Meksyk, Peru, Hiszpania)[5]
- Telenor Group (Bangladesz, Malezja, Mjanma, Pakistan, Tajlandia)[5],
- TeliaSonera (Finlandia)[5],
- Telkomsel[7],
- Telstra[5],
- TIM[5],
- Turkcell[5].

W Polsce na tamten moment(tj. 2016r) na wdrożenie Mobile Connect deklarowało m.in.:
- Orange Polska[10],
- T-Mobile Polska[11].

## Badania GSMA Mobile Connect
Według badań, które zleciło GSMA można było zaobserwować następujące rzeczy i statystyki:
- 87 proc. osób badanych, pytanych o opinie opuszcza stronę internetową, gdy jest poproszona o zarejestrowanie[12],
- 40 proc. Osób badanych, pytanych o opinie przyznaje się do korzystania raz w miesiącu z funkcji odzyskiwania zapomnianego hasła[12],
- 83 proc. użytkowników telefonów komórkowych badanych, proszonych o opinie ma obawy dotyczące udostępnienia danych osobowych informacje podczas korzystania z internetu lub aplikacji[12],
- 75 proc. posiadaczy smartfonów na Wyspach Brytyjskich gotowa byłaby używać rozwiązania Mobile Connect jako podstawowej metody uwierzytelniania do stron internetowych, aplikacji i usług online. Na tej podstawie można przypuszczać, że w innych krajach UE Mobile Connect miało i ma też duże szanse na pozytywne przyjęcie. GSMA przyznaje producentom specjalne certyfikaty Mobile Connect Technology Vendor, potwierdzające zgodność ich produktów z głównymi normami Mobile Connect określonymi przez GSMA[12].